# Y yo soy Joyce Kinney
And I'm Joyce Kinney (titulado Y yo soy Joyce Kinney en Hispanoamérica y España) es el noveno episodio de la novena temporada de la serie Padre de familia emitido el 16 de enero de 2011 a través de FOX. La trama se centra en Lois, la cual consigue entablar amistad con la nueva reportera del Canal 5: Joyce Kinney. Sin embargo esta, para forjar aún más la amistad entre ambas deciden irse de copas y confesarse sus secretos más íntimos. Lois le confiesa entonces que en su época de universitaria estuvo en una película porno y le pide que mantenga el secreto, pero a pesar de la promesa, Kinney rompe la palabra y revela el secreto a toda la ciudad en las noticias para profundo malestar de Lois, que del día a la mañana sufre la discriminación de todos.
El episodio está escrito por Alec Sulkin y dirigido por Dominic Bianchi. Las críticas por parte de los medios fueron dispares y algunas negativas por su argumento y referencias culturales. Según los índices de audiencia, el episodio fue visto por 7,08 millones de televidentes en su estreno. Como artistas invitados prestan sus voces a sus respectivos personajes: Rachael MacFarlane, Christine Lakin, Colin Ford, Helen Reddy y Jennifer Tilly entre otros.

## Argumento
Lois admite ser una gran admiradora de Joyce Kinney, la nueva presentadora de las noticias del Canal 5. Un día, tras asistir a la iglesia con su familia, Lois hace las compras después de que el cura le sugiriera hacer unos pasteles que faltan para una venta, allí mismo se encuentra con Kinney y decide acercarse para conocerla. Tras conversar, ambas se hacen amigas y pasan el día juntas. Finalmente Joyce invita a Lois a tomar unas copas, por lo que emocionada queda con ella en un restaurante para compartir sus historias hasta que en medio de la velada, Kinney propone contarse los secretos más íntimos. Aunque reacia al principio, Lois le confiesa que en su época como universitaria protagonizó una película porno antes de conocer a Peter. Ante la suplica de Lois, Joyce le promete mantener el secreto. Al día siguiente, Lois y su familia están viendo las noticias hasta que todos se quedan atónitos ante el último reportaje de Kinney, a pesar de haber mantenido la promesa, Kinney rompe con su palabra y desvela a toda la audiencia la participación de la ama de casa en la producción de la que Lois participó, a partir de ese instante, Lois se convierte en una "apestada" para el pueblo".
Furiosa por confesar su intimidad a todo el mundo, Lois le exige explicaciones, de pronto Joyce revela tener más en común con Lois de lo que ella pensaba ya que ambas estudiaron en el mismo instituto, pronto Lois empieza a recordar que tenía una compañera que sufría de obesidad llamada Joyce Chevapravatdumrong a la que sometía a vejaciones constantes. En aquel entonces Lois era capitana de las cheerleaders y Joyce fue el blanco de una broma cruel, desde aquel entonces juró vengarse. Al comprender el daño que le hizo, Lois se disculpa pero Kinney sigue en sus trece. Al día siguiente, Lois le explica a su familia que cuando era joven necesitaba dinero para pagar una deuda con un amigo suyo, por lo que decidió ofrecerse a rodar unas escenas.
Este suceso empieza a afectar a todos: Lois empieza a ser marginada y sus hijos sufren las constantes burlas en el instituto por parte de sus compañeros. Llega el domingo después de una atípica semana y Lois y su familia acuden a la iglesia, pero una vez entran son expulsados por el cura. Al volver a casa, Peter trata de consolar a su mujer sin éxito puesto que ha entrado en profunda depresión hasta que Brian le convence de que se enfrente a sus problemas con su humillación como arma. Lois se recupera psicológicamente y al domingo siguiente se presenta en la iglesia con la cabeza alta y con su familia, entre ellos Peter con un proyector, a pesar de las exigencias del párroco para que abandone la iglesia, Lois hace caso omiso y se dirige a los feligreses con un discurso en el que se compara con María Magdalena proyectando la película como ejemplo de que lo que hizo ella no se diferencia en nada a lo que hacía la santa. Tal osadía monta un revuelo en la congregación por lo que al final son readmitidos. Mientras tanto Stewie empieza a tener sospechas al descubrir en la película un hombre totalmente idéntico a él.

## Producción
And I'm Joyce Kinney está escrito por Alec Sulkin y dirigido por Dominic Bianchi poco después del final de la producción de la octava temporada siendo el primer episodio de la temporada de ambos. Peter Shin y James Purdum fueron supervisores de dirección del episodio junto con Alex Carter, Andrew Goldberg, Elaine Ko, Spencer Porter Y Aaron Blitzstein como equipo de guionistas. Walter Murphy se encargó de componer la música para el episodio.
El episodio sirvió como continuación del primer episodio de la temporada en donde Diane Simmons falleció. Como sustituta de Simmons, Joyce Kinney presenta las noticias junto con Tom Tucker. Christine Lakin, quien anteriormente ya colaborara en la serie, presta su voz al personaje.
Aparte del reparto habitual, el antiguo guionista de Padre de familia y de The Cleveland Show Kirker Butler y los actores Christine Lakin, Rachael MacFarlane, Helen Reddy y Jennifer Tilly fueron los artistas invitados al episodio junto con Ralph Garman, los guionistas Chris Sheridan, Danny Smith, Alec Sulkin y John Viener.

## Referencias culturales

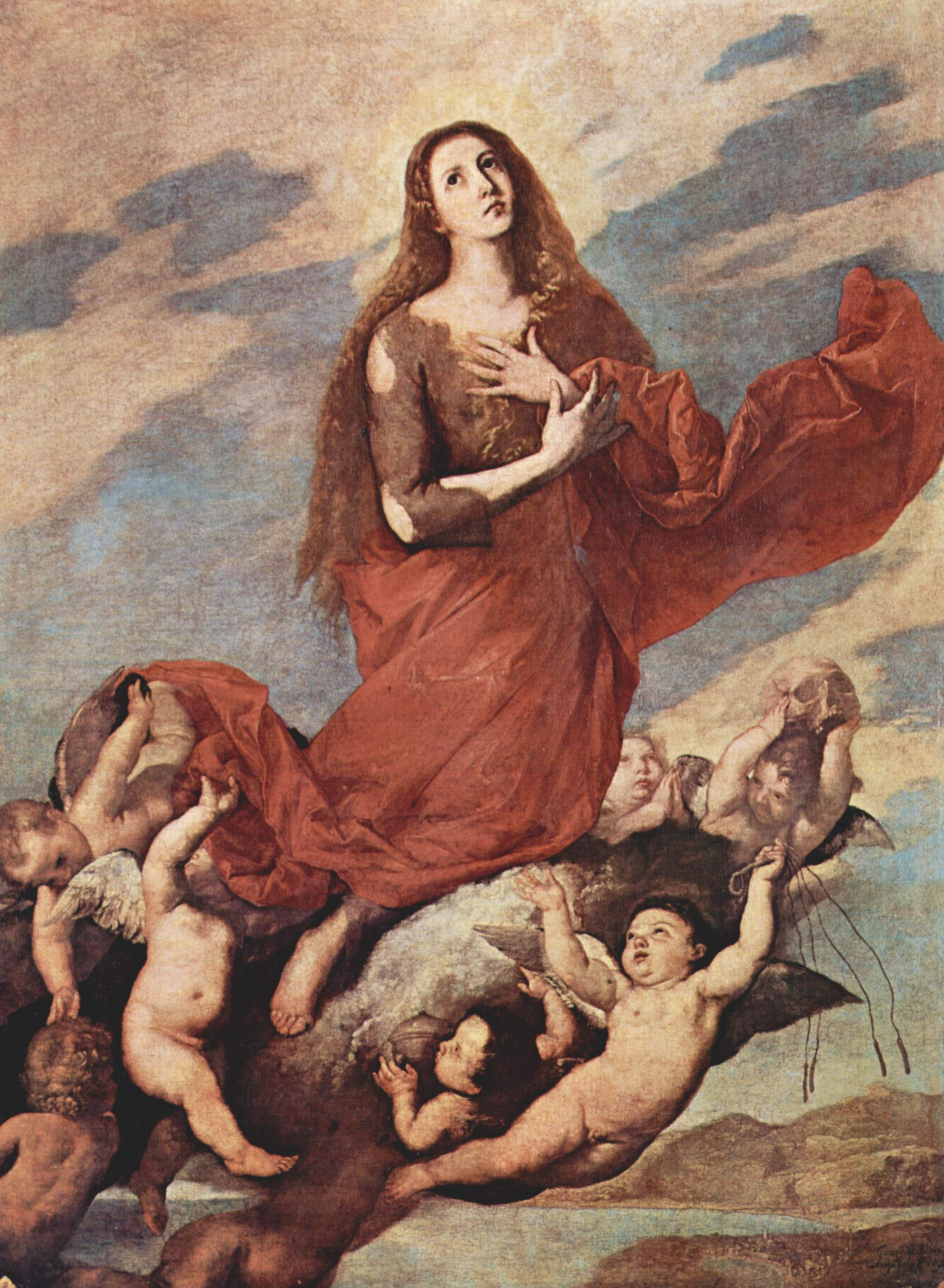
Imagen de María Magdalena, la cual fue referenciada por Lois al dirigirse a los fieles de la iglesia momentos antes de ponerles el vídeo porno.